# Peter Nocke
Peter Nocke (Langenberg, 25 ottobre 1955) è un ex nuotatore tedesco.
Nato a Langenberg (oggi quartiere di Velbert), in Germania nel 1955. Campione europeo nel 1974 e nel 1977 sui 100 e 200 metri e nelle 3 staffette, sempre in quest'ultimo anno Nocke si consacra vincendo il titolo mondiale della staffetta 4X200 a Cali. Alle Olimpiadi di Montréal dell'anno prima invece conquistò il bronzo nei 100 stile libero. Fu recordman europeo delle staffette 4X100 e 4X100 mista.

## Palmarès
- Olimpiadi

Montreal 1976: bronzo nei 100m stile libero.
- Mondiali

1973 - Belgrado: bronzo nella staffetta 4x200m sl.
1975 - Cali: oro nella staffetta 4x200m sl e argento nelle staffette 4x100m sl e 4x100m misti.
- Europei

1974 - Vienna: oro nei 100m e 200m sl e nelle staffette 4x100m sl, 4x200m sl e 4x100m misti.
1977 - Jönköping: oro nei 100m e 200m sl e nelle staffette 4x100m sl e 4x100m misti, argento nella staffetta 4x200m sl.